# Cantone di Balsas
Il Cantone di Balsas è un cantone dell'Ecuador che si trova nella Provincia di El Oro.
Il capoluogo del cantone è Balsas.